# Renan Ferraro
Renan Ferraro (Matelândia, 22 de janeiro de 1962) é um ciclista olímpico brasileiro, hoje aposentado.
Com a morte do pai, a família se mudou para Cascavel, onde trabalhou na lavoura e com gado. O irmão era ciclista da equipe Ultramed e o incentivou ao esporte.
Integrante da equipe Caloi, foi campeão da Volta do Chile. Ferraro representou o Brasil nos Jogos Olímpicos de Verão de 1984 em Los Angeles.
Foi o primeiro ciclista brasileiro a se profissionalizar e a participar de uma edição do Tour de France, em 1986, com dupla nacionalidade (ítalo-brasileira), competindo com licença italiana.
Encerrou a carreira de atleta em 1991 e assumiu o cargo de diretor técnico em algumas equipes.
Atualmente é representante comercial das marcas de produtos para ciclismo Kuota (bicicletas), Catlike (capacetes) e Rudgy Project (óculos).